# هاویس آماندا

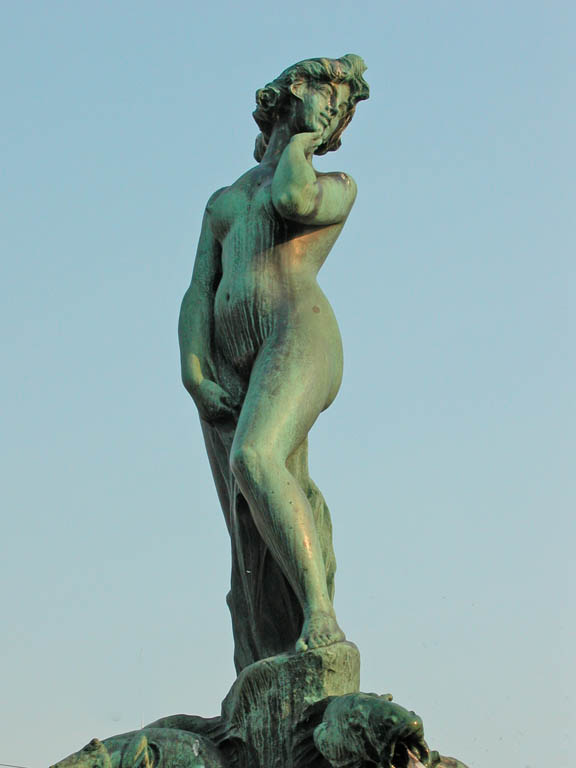
هاویس آماندا در سال ۲۰۰۶

هاویس آماندا یک آب‌نما و یک مجسمه در هلسینکی مرکز فنلاند است که توسط ویله والگرن مجسمه‌ساز اهل این کشورساخته شده‌است. این اثر در سال ۱۹۰۶ در پاریس الگوبرداری شد و در مکان فعلی خود در میدان بازار در کارتینکااوپونکی در سال ۱۹۰۸ برپا شد. هاویس آماندا امروزه به عنوان یکی از مهمترین و محبوب‌ترین آثار هنری در هلسینکی شناخته می‌شود.

## مجسمه
هاویس آماندا یکی از آثار هنر نو پاریسی والگرن است. برنز ریخته شده بر روی فواره‌‌ای ساخته شده از گرانیت قرار دارد. مجسمه یک پری دریایی است که روی جلبک دریایی ایستاده‌است و در حالی که از آب بلند می‌شود، چهار ماهی در زیر پایش آب بیرون می‌ریزند و چهار شیر دریایی آن را احاطه کرده‌اند. قصد والگرن از ساخت این مجسمه، نمادی به عنوان تولد دوباره هلسینکی بود. ارتفاع مجسمه ۱٫۹۴ متر (۶ فوت ۴ اینچ) بوده و پایه ۵ متر (۱۶ فوت) زیر آن است. طبق نامه‌های والگرن، مدل مجسمه یک زن ۱۹ ساله پاریسی به نام مارسل دلکینی بود.
خود والگرن به سادگی این اثر را مِرِنْنِیْتو (پری دریایی) نامید، اما روزنامه‌های جمعیت سوئدی-زبان فنلاند آن را هاویس آماندا نامیدند که به نام رایج تبدیل شد.

## پیشینه

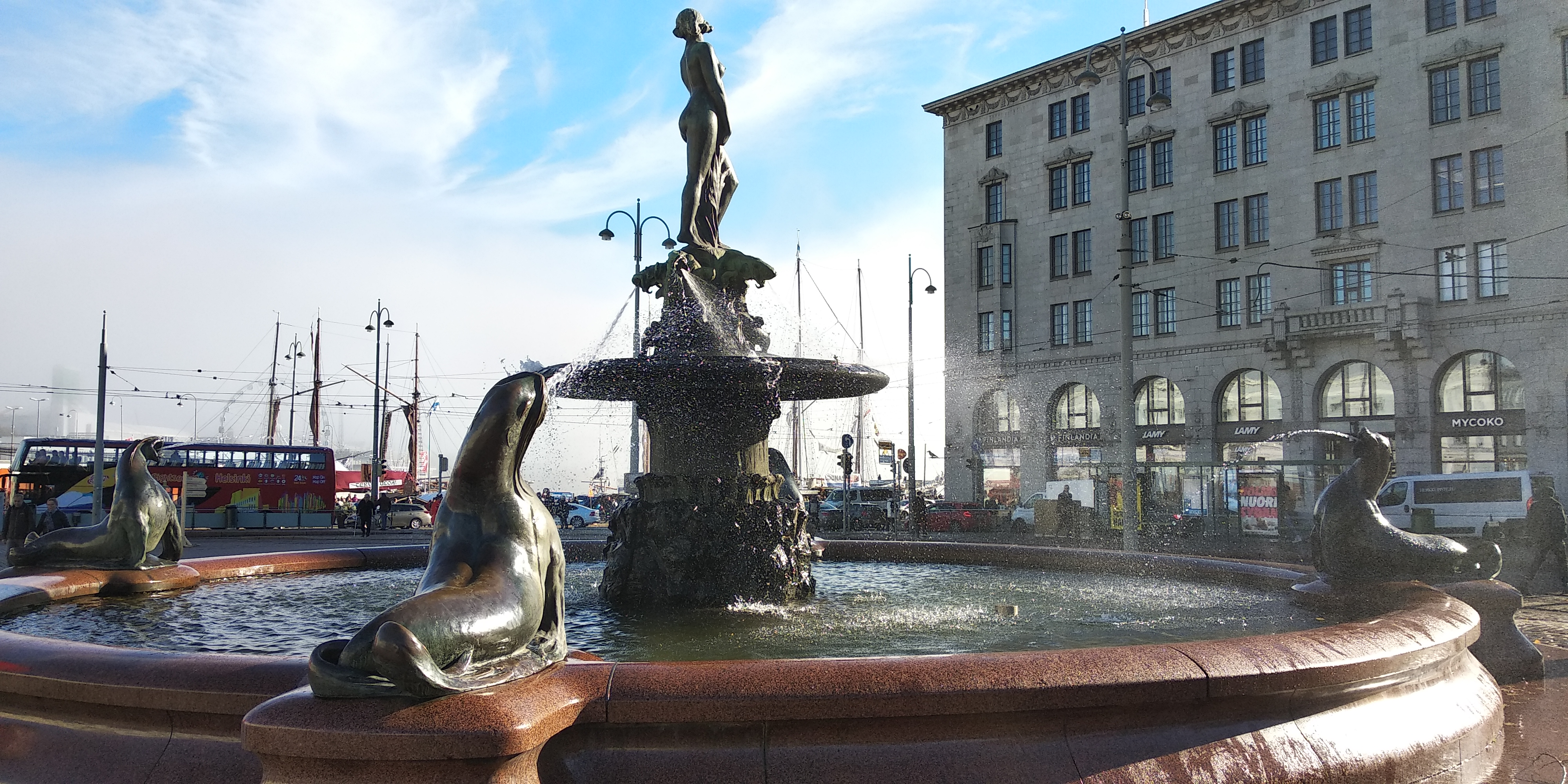
هاویس آماندا، در پس زمینه میدان بازار و بندر جنوبی در ۲۰۱۸.

هاویس آماندا در ۲۰ سپتامبر ۱۹۰۸ رونمایی شد. این کار در ابتدا مورد انتقاد شدید به خصوص از سوی زنان قرار گرفت. چرا که برهنگی و فریبنده بودن آن نامناسب تلقی می‌شد. همه گروه‌ها به خودی خود اعتراضی به برهنگی نداشتند، اما گمان می‌رفت که گذاشتن آن بر روی یک پایه، آنها را از نظر شیءانگاری جنسی ضعیف جلوه داده‌است. برخی از گروه‌های مدافع حقوق زنان از ظاهر این چهره به‌عنوان یک فاحشه معمولی فرانسوی و فاقد بی‌گناهی انتقاد کردند. گفته می‌شود که شیرهای دریایی، با زبان‌های انسانی‌شان که آویزان است، نشان‌دهنده مردانی هستند که شهوت‌شان را دنبال می‌کنند. والگرن خود را پرستنده زنان می‌دانست. بسیاری از نخبگان فرهنگی فنلاند والگرن را یک فرد خارجی می‌دانستند و حتی قبل از اتمام کار او را نکوهش کرده بودند. با این حال برخی از هنرمندان تقریبا معاصر با او از جمله نقاش فنلاندی، آلبرت ادلفلت، از وی بسیار تأثیر گرفتند. 
هر سال در شب والپورگیس، این مجسمه به عنوان محلی برای جشن‌ها در نظر گرفته می‌شود. دانشجویان دانشگاه‌های محلی طی مراسمی مفصل به نام مانتان لاکیتوس (درپوش مانتا) یک کلاه دانشجویی بر سر مجسمه می‌گذارند.

## نگارخانه
- The fountain being cleaned after celebrations in 1983